# Mercè Pons
Pour les articles homonymes, voir Mercè et Pons.
Mercè Pons, de son nom complet Mercè Pons i Veiga, née à Arbúcies en 1966, est une actrice catalane de théâtre et de cinéma.

## Biographie
Comédienne de théâtre, elle travaille dans plusieurs films et séries télévisées comme Abuela de verano ou Compañeros. Elle s'est auto doublée du catalan vers le castillan plusieurs fois, et a fait d'autres travaux dans le monde du doublage comme Animals ferits en 2006.

## Filmographie
- Ens veiem demà (2009)
- Para que nadie olvide tu nombre (2006)
- Animales heridos (2006)
- La Atlántida (2005)
- Amor idiota (2004)
- Iris (2004)
- Valentín (2002)
- Km. 0 (2000)
- Morir (o no) (2000)
- Caresses (Carícies, 1998)
- Actrices (Actrius, 1997)
- Puede ser divertido (1995)
- El perquè de tot plegat (1995)
- La novia moderna (1995)
- Atolladero (1995)
- Souvenir (1994)
- El beso perfecto (1994)
- La febre d'or(1993)
- Bufons i reis (1993)
- A Sorte cambia (1991)
- Nunca estás en casa (1991)
- Rateta, rateta (1990)
- La millor opció (2017)

### À la télévision
- 1995  : Le Passager clandestin, film franco-espagnol réalisé par Agustí Villaronga, adaptation du roman homonyme de Georges Simenon, avec Simon Callow et Bruno Todeschini.
- 2005 : Abuela de verano, série espagnole de télévision de la TVE, réalisée autour de l'actrice Rosa María Sardà, dans lequel Mercè Pons joue le rôle de Dora, la voisine de la protagoniste[2].
- 2008: Zoo[3]

## Distinctions
- 2017 : Prix de la meilleure interprétation féminine au Festival du film espagnol Cinespaña de Toulouse[4].